# Scylaticus costalis
Scylaticus costalis är en tvåvingeart som först beskrevs av Christian Rudolph Wilhelm Wiedemann 1819.  Scylaticus costalis ingår i släktet Scylaticus och familjen rovflugor. Inga underarter finns listade i Catalogue of Life.